# Fountain N' Lakes
Fountain N' Lakes és una població dels Estats Units a l'estat de Missouri. Segons el cens del 2000 tenia 129 habitants.

## Demografia
Segons el cens del 2000, Fountain N' Lakes tenia 129 habitants, 48 habitatges, i 33 famílies. La densitat de població era de 355,8 habitants per km².
Dels 48 habitatges en un 31,3% hi vivien nens de menys de 18 anys, en un 50% hi vivien parelles casades, en un 8,3% dones solteres, i en un 29,2% no eren unitats familiars. En el 16,7% dels habitatges hi vivien persones soles el 2,1% de les quals corresponia a persones de 65 anys o més que vivien soles. El nombre mitjà de persones vivint en cada habitatge era de 2,69 i el nombre mitjà de persones que vivien en cada família era de 3.
Per edats la població es repartia de la següent manera: un 26,4% tenia menys de 18 anys, un 8,5% entre 18 i 24, un 27,1% entre 25 i 44, un 27,9% de 45 a 60 i un 10,1% 65 anys o més.
L'edat mediana era de 38 anys. Per cada 100 dones de 18 o més anys hi havia 115,9 homes.
La renda mediana per habitatge era de 30.313 $ i la renda mediana per família de 31.563 $. Els homes tenien una renda mediana de 28.036 $ mentre que les dones 23.750 $. La renda per capita de la població era de 14.108 $. Entorn del 17,2% de les famílies i el 15,7% de la població estaven per davall del llindar de pobresa.

## Poblacions més properes
El següent diagrama mostra les poblacions més properes.